# Looking for Group
Looking for Group — веб-комикс, пародирующий штампы книг и игр в жанре фэнтези, в первую очередь Правила волшебника Терри Гудкайда, Dungeons&Dragons и World of Warcraft. В центре сюжета комикса — приключения эльфа Кэйл’Энона, варлока Ричарда и их спутников в фэнтезийном мире. Изначально чисто пародийный комикс со временем превратился в довольно серьёзное повествование. Комикс выходит с 26 ноября 2006 года. Авторами Looking for Group являются Райан Сомер — создатель сюжета и диалогов и Лар Десуза — графический автор. Looking for Group пользуется значительной популярностью в MMOG-сообществе Stratics, в фэндоме World of Warcraft и — благодаря ярким образам персонажей и весьма чёрному юмору — далеко за их пределами.

## История
Комикс создавался под явным влиянием таких литературных произведений, как цикл «Меч Истины» Терри Гудкайнда, «Колесо Времени» Роберта Джордана, «Песнь льда и пламени» Джорджа Р. Р. Мартина, а также, что немаловажно, MMORPG World of Warcraft. К последней отсылает и название комикса — Looking for Group — буквально переводится как «поиск группы», специальная система из World of Warcraft, позволяющая игроку искать соратников по рейду — и сами типажи главных персонажей, каждый из которых относится к одной из основных рас Орды. Хотя создатели комикса изначально и замышляли его как пародию на World of Warcraft, в итоге он вылился в самостоятельное повествование в собственной, мало связанной с World of Warcraft вселенной.
Основной сюжет в итоге пародирует события книг Гудкайда (которые сами по себе разнообразны до нелепости). Учитывая, что в одной из книг первоисточника главный герой "свергает коммунизм", события Looking for Group не кажутся нелепыми и во многом довольно точно цитируют исходник. Параллельно высмеивается система DnD (Ричард, плюнув в дракона, бросает кубик, а после того, как выпало 20 очков, дракон всё ещё не реагирует, то начинает сокрушаться по поводу непривычной 4-й редакции, действительно избавляющей игроков от таких курьёзов), Властелин Колец (жестоко умерщвляются (затоптаны до состояния пасты) Фродо и Сэм, просто проходившие мимо, причём Ричард намекает на то, что состоящие в "таких взаимоотношениях" между собой всё равно плохо кончают), Красавица и Чудовище (Ричард проклят и в книге невинности видит цветок Розы, он единственный кому книга даёт образ не способный говорить), фильмы про Шаолинь (Кэл растёт в монастыре и наставник тренирует его, приказывая другим ученикам избивать его палками), Звёздные Войны (тут многоступенчатая и довольно сложная аллюзия, Кэл как часть Ордена не может жениться однако тайно делает это (Скайуокер и Амидала), однако наставник подговаривает жену Кэла на неявное предательство (Оби-Ван убеждает Амидалу лететь на Мустафар), а после и вовсе убивает её (Вейдер и Амидала)), Дюна (песчаный червь съедает Кэла), довольно наглядно намекают на цикл Лёд и Пламя - клинки Кэла буквально так и работают.

## Персонажи

### Кэл’Энон
Кэл’Энон (англ. Calе'Anon) — юный, непомерно наивный и восторженный Эльф Крови-следопыт, ходячая пародия на законно-доброе мировоззрение и на положительных фэнтезийских героев вообще. Его образ сильно напоминает образ Дриззта До’Урдена, темного, но благородного эльфа-дроу из книг Роберта Сальваторе. Райан Сомер отмечал, что ничего не знал о Дриззте До’Урдене, когда создавал образ Кэл’Энона, и пародия вышла ненамеренной.
Кэл’Энон принадлежит к жестокой и высокомерной расе Эльфов Крови, однако он добр, блюдёт законы и пытается спасать всех слабых и угнётенных, что часто ставит компанию в глупое положение. Первый же стрип Looking for Group начинается со встречи Кэл’Энона с Ричардом, во время которой варлок пытается внушить молодому эльфу, что тот должен, подобно своим собратьям, творить зло, и терпит неудачу — Кэл’Энон заявляет: «Я буду добр сердцем! Одинокий благородный волк в покинутых и опустошенных землях! Защитник народа!». Эти благородные речи немедленно кончаются убийством (случайным и не без участия Ричарда) прохожего дровосека.
В течение всего комикса Кэл’Энон, имея самые возвышенные намерения, постоянно творит нечаянное зло, точно так же как Ричард независимо от своих злобных намерений без конца совершает и добрые поступки. Несмотря на чудовищную наивность и превратные представления о мире, Кэл’Энон — неожиданно сильный и умелый боец. Он в равной степени отлично стреляет из лука и бьется парой мечей. Плохо знакомые с эльфийским народом — и их специфической женственной внешностью — Бенни и Кранч поначалу считают Кэл’Энона женщиной. В одной из арок комикса говорится, что все беды, через которые приходится проходить Кэл’Энону — испытания на дороге к трону эльфийского королевства — Кетенесии.
Имя главного героя (как впрочем и всех основных персонажей), является явной отсылкой на цикл Меч Истины. Сам Кэл явная аллюзия на главного героя Гудкайда - Ричарда, а имя Кэл'Энон - передразнивание имени Кэйлен - героини того же произведения. Таким образом герои Меча, сменив характеры, поменялись и именами: Ричард - Кэл'Энон (Кэйлен), Кэйлен - Гид (волшебник Зед), Зед - Ричард (единственный сохранивший полное имя).

### Суба
Кэл’Энон владеет пантерой по имени Суба (англ. Sooba), которую он может призывать по своему желанию, причём в прочее свободное время она находится непонятно где. Это явная ссылка к спутнице Дриззта До’Урдена — магической пантере Гвенвивар. Правда, Суба, в отличие от Гвенвивар, не является магическим созданием и очень просто раскидывает шаманов троллей, которым не способна повредить никакая магия.
При призывании, Суба является на поле боя немедленно. Следует также отметить, что пантера один из самых популярных охотничьих зверей в игре World of Warcraft, так как сочетает в себе красивый и не приметный окрас с полезными возможностями класса кошка. Все домашние животные охотника могут призываться по желанию даже во время боя, при этом они просто материализуются рядом с охотником.
Кэл’Энон её никак не контролирует, и Суба может наброситься на него с той же вероятностью, что и на врагов. Зато Суба очень любит Ричарда и охотно подчиняется ему: в одном из эпизодов Ричард даже ездит на ней верхом.

### Ричард
Ричард (англ. Richard) — главный комический персонаж этого комикса. Бессмертный колдун, маг и некромант — коварный, злобный и жестокий психопат и садист — полная противоположность своему приятелю Кэл’Энону. Если эльф — типичный представитель законно-доброго мировоззрения, то некромант — безусловно хаотично-злой.
Это, в сущности, пародия на разнообразных фэнтезизийных злодеев. Ему просто нравится убивать, мучить и манипулировать людьми. К сожалению, зловещие планы Ричарда зачастую заканчиваются совершенно неожиданным для него образом — например, оборачиваются самым что ни на есть добром (впрочем, учитывая общий чёрный юмор комикса, выходит добро у него реже, чем зло у Кэл’Энона). Тем не менее, достаточно странно, что его спутники кротко сносят его дикие выходки, а он, соответственно, их добрые — хотя и нечастые — поступки. Так же выясняется, что многие его "злые" дела на самом деле преувеличены. Так создается впечатление, что он постоянно пытал и истязал жителей своей деревни. Однако как выяснилось, все жители деревни - нежить, не чувствующая боли.
Ричард очень озабочен своим коротким и не внушающим страха именем и очень болезненно реагирует на сокращение «Дик», как его называет Кэл’Энон. Недостаточную внушительность имени он компенсирует массой титулов, в частности — Верховный Варлок Братства Тьмы, Повелитель Тринадцати Кругов Ада,Владыка Костей, Император Тьмы, Лорд Нежити и мэр небольшой деревушки на побережье, где «очень красиво весной». В ходе событий комикса он добавляет к своим титулам ещё несколько — «Повелитель Танца» и "Владычица Магмы".
В своё время у Ричарда имелся фамильяр — имп по имени Акус Яаклем (англ. Hctib Elttil — читая справа налево как английское, так и русское имена, получаем известно что). Имп от Ричарда сбежал, и неожиданно сделался Владыкой демонов. В одном из эпизодов Акус пытается отмстить бывшему хозяину, но тот даёт ему пинка. Сам же Ричард теперь отлично ладит с Субой, иногда используя её как седло и, в отличие от эльфа, умеет направить её на врагов. Помимо этого, Ричард умеет вызывать причудливого питомца — огромного демонического огнедышащего кролика.
Поскольку Ричард является личом, то он спокойно переносит самые страшные травмы и ранения без особого ущерба для себя и даже без чувства боли. Хотя Ричард практикует чёрную и стихийную магию (в частности, магию огня и льда), он и без магии неожиданно становится умелым и опасным рукопашным бойцом, способным перебить целый отряд троллей или орков голыми руками. Сам он объясняет это так: «Я как-то выпил душу монаха — на вкус было как шоколад».
Мотивы Ричарда, странствующего вместе с компанией, не совсем ясны. К Кэл’Энону он присоединяется от скуки, а дальше просто извлекает все преимущества из открывшихся в ходе путешествия возможностям убивать, убивать и ещё раз убивать, сея на своём пути только ужас и разрушение. Тем не менее, у него есть и какие-то свои цели. Дух Фарес заявляет Ричарду, что видит и ещё какую-то сущность под покровом тьмы, на что Ричард гордо заявляет: «Я очень глубок!» В дальнейшем выяснилось, что его встреча с Кэлом была далеко не случайна. Отправляя Кэла в большой мир, его наставник, только что убивший жену Кэла, говорит, что передаёт его на попечение собеседнику, которого не видно. На что ему отвечает голос, реплика которого обозначена красным (фирменная метка Ричарда).
В последних эпизодах комикса (начиная с 420го) авторы, судя по всему, явно намекают на то, что Ричард вовсе не является личом. Так, во время борьбы с монстром в утробе червя (эп. 420-421), после удара с Ричарда слетает маска. На вопрос Кэл'Энона, все ли в порядке, он отвечает: "Да, все отлично...", но теперь его реплика не имеет чёрного фона, только красную кайму. Когда же Кэл'Энон видит лицо варлока, он в шоке произносит: "He... He's not dead!"(Он... Он не мертвец!), на что Ричард, уже надевший маску, ему отвечает: "You didn't see anything" (Ты ничего не видел), и его реплики снова имеют чёрный фон. Эпизод 452 представляет собой изображение Ричарда перед нападением на Столицу. Варлок сидит на камне и намазывает кожу серебристым кремом. При этом участки кожи, ещё не покрытые кремом, имеют обычный телесный цвет. Во время боя в Столице (Эп. 470-476) Ричард получает ранение стрелой в бедро и у него идет кровь, на что он замечает: "Not a good time for this" (Не самое лучшее время для этого...). А несколькими минутами позже, он убивает несколько мирных жителей и на него кидаются солдаты. Когда его протыкает насквозь мечом солдат, Ричард, вытащив меч, осматривает его и, не найдя на нём следов крови, задумчиво произносит: "Much better..." (Намного лучше...), здесь убийство мирных жителей можно оценить как жертвоприношение. Также после попытки уничтожить Невинного (книгу со всеми знаниями мира) в вулкане он снимает перчатку и демонстрирует спутникам обычную человеческую руку (эп. 590).

### Бенни
Бенн’Джун (англ. Benn'Joon), или просто Бенни (англ. Benni) — юная и относительно прекрасная зеленокожая жрица, по расе не то орк, не то тролль. Её раса неизвестна не только читателю, но и в частности, её спутникам, поэтому Ричард называет её «женщина непонятного происхождения».
Ричард и Кэл’Энон встречают Бенни, когда разыскивают для превращённого в кучку пепла Кэл’Энона хоть какого-нибудь целителя, и в результате встревают в её конфликт с Имперским Легионом. Бенни весьма кровожадна и склонна к насилию; хотя по профессии она жрица, Бенни предпочитает заниматься наёмничеством — она прекрасно может постоять за себя в бою, а вот с целительством у неё некоторые проблемы. Бенни и таурен Кранч — старые друзья, так как Кранч в своё время подобрал её на руинах деревни и, пожалев, взял на воспитание. Впоследствии выясняется, что на самом деле Бенни является дочерью Кранча и капитана Та'враай (эп. 559-562) и о чём она потом догадывается сама (эп. 610). Кранч часто называет её «Зеленок» (англ. Gid) — от слов «зеленый» и «ребенок».
У Бенни до сих пор имеется никаким образом непрояснённый конфликт с Имперским Легионом, поэтому её преследует командор Легиона Тенмет Аэллун, обещая отступиться только в том случае, если она принесёт ему Меч Истины, что в итоге и выливается в путешествие четвёрки.

### Кранч Бладрейдж
Кранч Бладрейдж (англ. Krunch Bloodrage) — таурен огромного роста и чудовищной силы из клана Кровавого Гнева, приемный отец и друг Бенни, которую подобрал ещё ребёнком и вырастил.
Он непомерно силен и способен справиться в рукопашной борьбе даже с драконом — собственно, при первом же появлении он спасает Кэл’Энона, Ричарда и Бенни из лап дракона, ломая ему правую лапу. На это Ричард немедленно заявляет Кэл’Энону: «Плохие новости, Кэл. Я боюсь, что должен дать тебе отставку с поста моего ближайшего и самого дорогого друга и предоставить его вон тому парню, только что грохнувшего дракона».
При всем этом Кранч, как это ни странно, является самым что ни на есть книжным червём, способным в разгар боя неожиданно уткнуться в любую интересную книгу, так как он прекрасно образован и поэтому владеет самыми разными языками.
У него есть брат Райд’Бул (англ. Rayd Bool), который, в отличие от Кранча, является настоящим воином. Из диалога с вождём троллей Столлом становится известно, что отец Кранча был сподвижником троллей и искренне верил в их «имперское» завоевание. Впрочем, поскольку Кранч немедленно за тем убивает Столла, взгляды своего отца он едва ли разделяет.
Если Кэл’Энон и Ричард — представители законно-доброго и хаотично-злого мировоззрений, Кранч, соответственно, скорее всего, истинно-нейтральный — он предпочитает не давать слишком большой форы ни добру, ни злу. Он предельно рационален и руководствуется во всем принципами здравого смысла — пожалуй, это самый разумный герой во всей четвёрке, и Бенни старается почаще прибегать к его совету, тогда как Кэл’Энон и Ричард чаще руководствуются собственными категориями добра и зла. Впрочем, есть у него и явный недостаток — Кранч ужасно боится воды и старается избегать контакта с реками, озёрами и морями, попадающимися на пути героев, увы, чаще, чем ему хотелось.
Убит в бою за столицу Империи в бою с её владыкой. После смерти его пыталась воскресить Бенни, однако безуспешно

### Пелла
Пелла (англ. англ. Pella) — молодая дворфийка из клана Брим, являющаяся бойцом из Кетенесии а также самым младшим ребёнком и единственной дочерью генерала Королевской Гвардии Кетенесии. После смерти своего брата в войне против Вули, Пелла была предоставлена возможность выбрать — по какому пути ей нужно следовать: по стопам воина или барда. Пелла решила, что ей нравится и то, и другое.
Некоторое время спустя, когда Кэл и друзья были отправлены в Kетенесию чтобы довести до настоящего времени, Пелле было поручено сопровождать их в городские катакомбах под командованием Архимага. Она помогала героям, устояв против Вули и освободив город, сбросив его «временной якорь». Затем она решила путешествовать с четвёркой. Пелла с тех пор оставалась в стороне, якобы ей «больше некуда идти».
Некоторое время спустя она узнала, что её род, клан Брим, пали перед злом, переименовав себя в Чёрных Дворфов и став служить королю Легары в роли строителей. С тех пор выяснилось, что она на самом деле является агентом и стражем, поэтому Архимаг Кетенесии, который предвидел Кэлу его приход и его цель в будущем. Пелла была тайно завербована Архимагом, чтобы быть телохранителем Кэла, так чтобы она смогла защищать эльфа от врагов и его друзей. Она — исключительная истребительница, а также, имея энтузиазм певицы, Пелла, как известно, поёт песни о любви к своим врагам в то время как убивает их. Позднее, чтобы заставить Tойка и дворфов отказаться от Меча Истины и следить, чтобы Keтенесия не пала.

## Slaughter your World
6 августа 2007 года Райан Сомер выложил в своём блоге, где публиковались собственно Looking for Group и другой их с Десузой комикс Least I Could Do видеофайл, впоследствии переложенный на Youtube.
Видео после своего размещения на Youtube очень быстро обрело огромную популярность и набрало в общей сложности более двух с половиной миллионов просмотров. Это был музыкальный клип с некромантом Ричардом в главной роли (её озвучил актёр Дэйв Б. Митчелл). В течение клипа Ричард разрушал некий городок и жестоко убивал его обитателей, при этом исполняя песню Slaughter your World — пародию на песню Part of Your World из мультфильма студии Уолта Диснея Русалочка.
В конце клипа стояло следующее заявление его создателей, подтверждённое в их блоге: этот клип является трейлером грядущего полнометражного мультфильма по мотивам комикса. Рабочим названием мультфильма является «Происхождение Дика» (англ. The Origins of Dick), и он будет посвящён в основном Ричарду.
Сомер и Десуза обещали выпустить фильм в конце 2008 года.
Коллекционные фигурки Ричарда — крайне ограниченной партией, не более 500 экземпляров и лишь на 24 часа — были выставлены на продажу 15 ноября 2007 года и были раскуплены практически мгновенно.